# Алексеевка (Туймазинский район)
Алексе́евка (баш. Алексеевка) — село в Туймазинском районе Республики Башкортостан Российской Федерации. Административный центр Чукадыбашевского сельсовета.

## География

### Географическое положение
Расстояние до:
- районного центра (Туймазы): 54 км,
- ближайшей ж/д станции (Кандры): 30 км.

## Население
| 2002 | 2009 | 2010 |
| ---- | ---- | ---- |
| 232  | ↘223 | ↗257 |